# Hong Kong ATP Challenger
L'Hong Kong ATP Challenger è stato un torneo professionistico maschile di tennis giocato su campi in cemento a Hong Kong, in Cina. Faceva parte dell'ATP Challenger Tour. Si è giocata la sola edizione del 2015, svoltasi tra il 27 gennaio e il 1º febbraio.

## Storia
Questo evento segnò il ritorno a Hong Kong di un torneo organizzato dall'ATP dopo l'Hong Kong Open, la cui ultima edizione maschile si era tenuta nel 2002. Tra il 1989 e il 1999 si era tenuto in città l'Hong Kong Challenger, altro torneo del circuito Challenger.

## Albo d'oro

### Singolare
| Anno | Campione    | Finalista   | Punteggio |
| ---- | ----------- | ----------- | --------- |
| 2015 | Kyle Edmund | Tatsuma Itō | 6–1, 6–2  |

### Doppio
| Anno | Campioni                     | Finalisti                 | Punteggio |
| ---- | ---------------------------- | ------------------------- | --------- |
| 2015 | Hsieh Cheng-peng Yi Chu-huan | Saketh Myneni Sanam Singh | 6–4, 6–2  |